# Народен орден на труда
Народният орден на труда е учреден в Народна република България на 21 юни 1945 г. в три степени – златна, сребърна и бронзова. Орденът се връчва за изключителни успехи в развитието на народното стопанство и постижения в държавния, обществения, научния и културния живот на страната. С орден се награждават български и чуждестранни граждани и трудови колективи.
Първият носител на ордена е 30 април 1946 г. техник Г. Ковачев.
Авторите на ордена не са точно известни, но по всяка вероятност това са професорите Д. Узунов и Л. Димитров.
В първоначалния си вид, с малки промени, орденът съществува в продължение на 30 години, до 1977 г. През 1974 г. е взето решение за нов дизайн на ордена. Неговият проект е разработен от Б. Козарев и М. Марков. Нови знаци тип III започват да се произвеждат през 1977 г.
Орденът първоначално е произведен в частно студио, а след това, от началото на 50-те години, в Държавния монетен двор.

## Описание
Знакът на ордена е в три вида. Първият и вторият тип имат еднаква форма и се различават само в окачването. Първият тип се носи на триъгълна лента и малък кръгъл венец, вторият тип – на петоъгълно блокче. Първият тип има вариация за дами; в този случай орденът се носи на орденска лента, вързана под формата на няколко бримки, издърпани в средата.
Знакът на ордена от I и II тип е кръгъл, в зависимост от степента, позлатен, сребърен или бронзов. На лицевата страна е изобразен работник, коленичил, който държи зъбно колело и житен сноп в спуснатата си лява ръка и чук във вдигната дясна ръка. На обратната страна на ордена околовръст има надпис „НАРОДЕН ОРДЕН * НА ТРУДА *“, в центъра има житен сноп и зъбно колело.
Лентата на ордена е червена с бели и зелени ивици по левия край. Знакът на ордена е петолъчна звезда, разположена върху петоъгълник с размер на страната 23 mm. В центъра на звездата има сърп и чук. На обратната страна има надпис в зависимост от степента – „ОРДЕН НА ТРУДА ЗЛАТЕН НРБ”, съответно „СРЕБЪРЕН” ИЛИ „БРОНЗОВ”, разделени от две звезди.
Знакът 1-ва степен е изцяло позлатен, 2-ра е бял метал с позлатена звезда, 3-та е бял метал с оксидирана звезда.
- Народен орден на труда